# Људмила Аксјонова
Људмила Васиљевна Аксјонова (рус. Людми́ла Васи́льевна Аксёнова; Севастопољ 23. април 1947) бивша је совјетска атлетичарка која се специјализовала за трчање на средње стазе, а најуспешнија је била у трци на 400 метара. Освајач је бронзане медаље на Олимпијским игама 1976. у Монтреал и троструга европска првакиња на штафетом Совјетског Савеза.
Првакиња Совјетског Савеза била је 1978. резултатом личног рекорда,

## Значајнији резултати
| Год.  | Такмичење                    | Место              | Пласман | Дисциплина          | Резултат   | Детаљи |
| 1971. | Европско првенство у дворани | Софија, Бугарска   |         | Штафета 4 х 200 м   | 1:37,1     |        |
| 1971. | Европско првенство у дворани | Софија, Бугарска   |         | Штафета 4 х 400 м   | 3:36,6 СРд |        |
| 1972. | Европско првенство у дворани | Гренобл, Француска |         | Штафета 4 х 2 круга | 3:11,2     |        |
| 1975. | Европско првенство у дворани | Катовице, Пољска   |         | Штафета 4 х 400 м   | 2:46,1     |        |
| 1976. | Олимпијске игре              | Монтреал, Канада   |         | Штафета 4 х 400 м   | 3:24,24    |        |
| 1976. | Олимпијске игре              | Монтреал, Канада   | 11      | 400 м               | 51,55      |        |

## Лични рекорди
|          | Дисциплина | Резултат | Датум         | Место |
| -------- | ---------- | -------- | ------------- | ----- |
| отворено | 400 метара | 51,27 с  | 24. јун 1976. | Кијев |
| дворана  |            |          |               |       |